# Harlot (película)
Harlot es un largometraje de cine underground dirigido en el año 1964 por Andy Warhol, escrito por Ronald Tavel, y presentando a Mario Montez descansando en un sofá, comiendo plátanos, con Gerard Malanga vestido con un esmoquin, y con Tavel, Billy Name, y Harry Fainlight manteniendo una discusión fuera de pantalla. Esta fue la primera película con sincronización de sonido de Warhol, filmada en diciembre de 1964 con su nueva cámara Auricon.